# Château Goudichaud
Le château Goudichaud est un domaine viticole situé sur la commune de Saint-Germain-du-Puch, dans la région naturelle de l'Entre-deux-Mers, à l'est du département de la Gironde  en Nouvelle-Aquitaine.

## Historique
Construit en 1780 par l'architecte Gabriel Durand, collaborateur de Victor Louis, pour le compte de M. de Melet, conseiller au Parlement de Bordeaux, le château devient par la suite  la résidence d'été des archevêques de Bordeaux.
En 1930, le domaine est acquis par la famille Glotin, héritier de Marie Brizard. Paul Glotin, président de Marie Brizard et de la Chambre de commerce et d'industrie de Bordeaux, en fut le propriétaire, avant que le château ne passe à Yves Glotin en 2002.

## Domaine viticole
Le château Goudichaud est un domaine viticole de l'aire d'appellation graves-de-vayres.